# Informatikatörténeti Muzeális Gyűjtemény

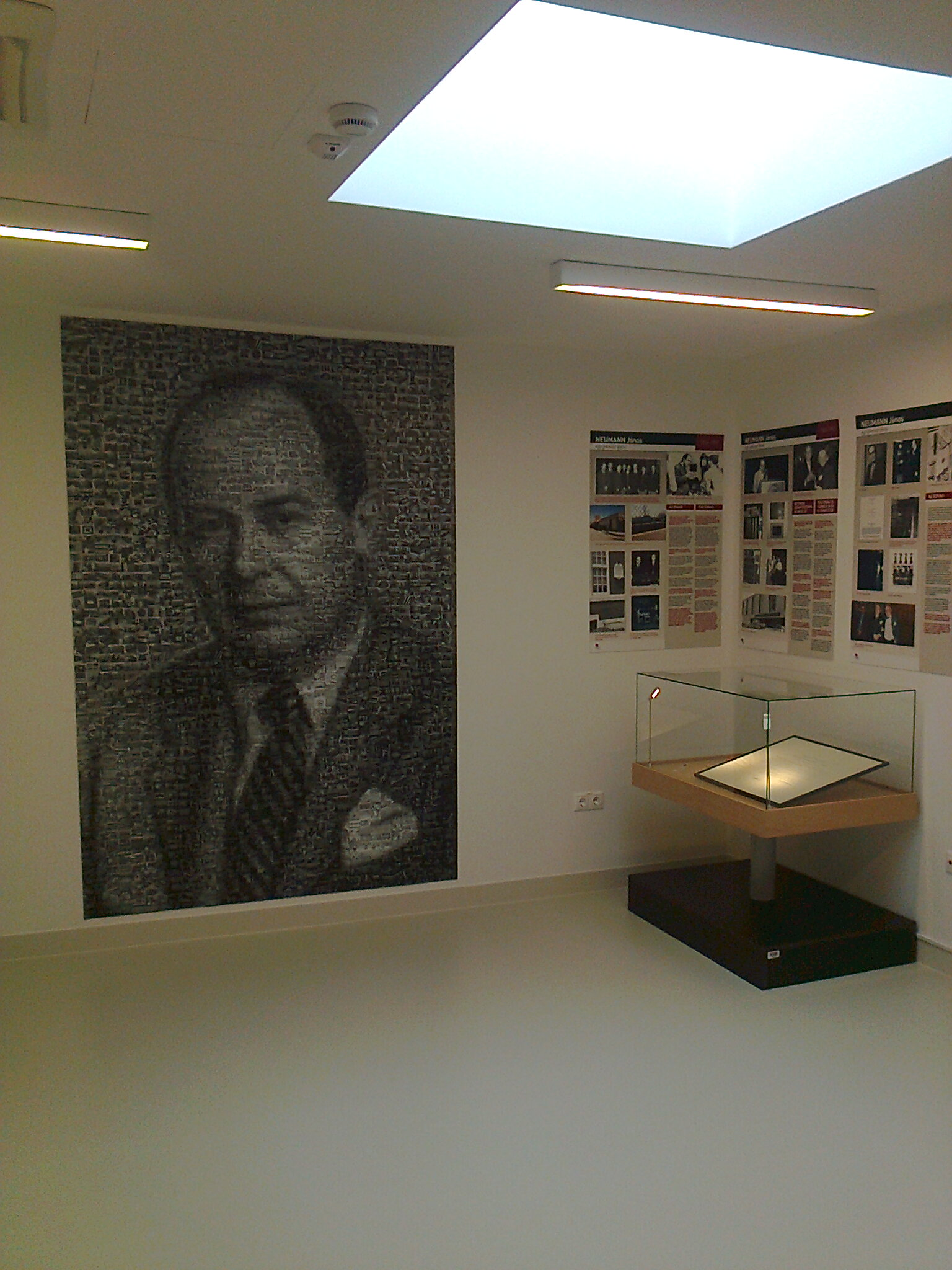
A múzeum Neumann-terme

A szegedi Informatikatörténeti Muzeális Gyűjtemény az Informatikatörténeti Múzeum Alapítvány kiállításának a neve, melynek kiállított anyaga a hazai informatika fejlődése során előforduló számítástechnikai eszközök részlegesen vagy akár teljesen működőképes példányai.
A kiállítást a Neumann János Számítógép-tudományi Társaság (NJSZT) alapította 2012-ben, melyet ünnepélyesen 2013-ban nyitott meg Marina Von Neumann-Whitman, Neumann János lánya.

## A gyűjtemény története
Az 1970-es évek közepén Kovács Győző kezdeményezésére jöttek létre a gyűjtemény alapjai, a Neumann János Számítógép-tudományi Társaság és az Országos Műszaki Múzeum koordinációjával és számos nagyobb cég segítségével, akik a kiselejtezett eszközeiket így egy múzeumnak ajánlhatták fel a költséges selejtezések helyett. Kezdetben a Országos Kőolaj- és Gázipari Tröszt algyői telephelye biztosította a gyűjteménynek a tárolási helyszínt, ahova az ország minden részéről érkeztek leselejtezett számítógépek.
A gyűjteményben szerepel számos magyar fejlesztésű eszköz és megoldás is, illetve az OMFB által átadott „Zentai-féle hagyaték”, ami széles körű számítógép tárgyú dokumentációkat tartalmazott a világ minden részéről.
1985-ben az olajipar használni kezdte a barakkok nagy részét, így a gyűjtemény egy 500 m²-es részre zsúfolódott össze. A kényszerű áthelyezések sok eszközben okoztak kisebb-nagyobb kárt. 1992-ig részben a KFKI biztosított tárolóhelyet a mintegy 25 tonnányi gépnek.
1992-ben létre jött az Informatika Történeti Múzeum Alapítvány, ami a gyűjteményt azóta is gondozza. Ekkor kapott új helyszínt az Állami Számítógépes Szolgálat székházában a tárlat. Azonban a folyamatosan növekvő gyűjtemény kinőtte az ÁSzSz raktárait, így Cegléden létesült egy új gyűjtőhely.
1997-ben a Szegedi Nemzetközi Vásár szervezői egy számítástechnikatörténeti-kiállítást szerveztek, és így az ÁSzSz anyagok a támogatásukkal Szegedre költöztek. A kiállítás annyira népszerű volt, hogy a Vásár után még egy hónapig látogatható volt. Még ebben az évben a Szegedi Tudományegyetem (SZTE) tulajdonába került volt laktanya 900m²-es szerelőcsarnokba költözhetett a gyűjtemény, melynek költöztetését több cég támogatásával lehetett lebonyolítani.
2002-ben a gyűjtemény egy új, szintén az Egyetem tulajdonában levő volt szovjet laktanya területére, egy 2400 m²-es területre költözhetett, ahol végre lehetőség volt nem csak a tárolásra, de az eszközök strukturált elhelyezésére és látogatására is.
2005-ben a becslések szerint 160-180 tonnányi, kb. 10000 egységből álló gyűjtemény állt rendelkezésre.
2006 folyamán rendeződtek az ITMA alapítványi okiratainak jogi problémái, így az eddigi akadályoztatott napi adminisztratív ügyek intézése is felgyorsult. Ebben az évben több, mint 1200 látogató nézte meg a kiállítást annak nehéz elérhetősége ellenére.
2007 elején a gyűjtemény hivatalosan is megkapta a múzeumi besorolást, és mint Informatikatörténeti Muzeális Gyűjtemény szerepel a kulturális intézmények listájában.
2008-ban az Internetszolgáltatók Tanácsa (ISZT) és az IBM támogatásával, illetve állami támogatással sikerült számos rekonstrukciós és restaurációs feladatot befejezni, illetve olyan feladatokat, amelyek a gyűjtemény látogathatóságához járultak hozzá.
A kiállítás 2012. december 13-a óta a Szent-Györgyi Albert Agórában látható.

## Helyszínek
A gyűjtemény kisebb része a szegedi Szent-Györgyi Albert Agóra kulturális központ második és harmadik emeletén tekinthető meg, míg az eszközök nagyobb része a Szeged melletti öthalmi régi laktanya épületében található gyűjteményi és kutatói raktár keretében látható, egyeztetés alapján.

## A kiállítás
A jövő múltja kiállítás átfogó képet ad a magyar és nemzetközi informatikatörténetről, a kézi számolóeszközöktől a modern infokommunikációs eszközökig. A kiállítás az ITMA gyűjteménye mellett a Magyar Műszaki és Közlekedési Múzeum, valamint együttműködő magángyűjtők anyagára építve mutatja be az informatika történetét. A tárlat koncepcióját az NJSZT szakmai tanácsadó testülete állította össze (Alföldi István vezetésével). A koncepció alapján A jövő múltja – Neumanntól az Internetig címmel magyar-angol kétnyelvű könyv jelent meg (szerk.: Alföldi István, szerzői: Képes Gábor és Álló Géza), amely a kiállítástól függetlenül is olvasható informatikatörténeti összefoglaló mű.

### Alsó szint
A kiállítás alsó szintjén a számolóeszközök és számológépek bemutatása mellett elsősorban a huszadik századi modern számítástechnika tárgyait mutatják be. A kiállítás erőssége, hogy egyedülálló gazdagsággal mutatja be a kelet-európai (például szovjet, magyar, kelet-német) és a nyugati technikákat, amelyek a magyar számítóközpontokban fontos szerepet kaptak. Az első generációs számítógépeket a szovjet tervek továbbfejlesztésével készült magyar M-3 (az első magyar elektronikus számítógép) néhány megmaradt egysége és a szovjet URAL-2 egy szekrénye reprezentálja. Bemutatásra került a Razdan típusú, szovjet tranzisztoros számítógép teljes konfigurációja, valamint a MINSZK-22, a magyar EMG-830 és TPA-1001 tranzisztoros számítógép. Bemutatják a szegedi iskolát alapító Kalmár László logikai gépeit és személyes emlékeit, továbbá az első magyar középiskolai informatikatanár Kovács Mihály kibernetikai játékait (Tücsök, Mikromat). Ugyanezen a szinten láthatunk analóg számítógépet és működő, jelfogós telefonközpontot is, valamint számos integrált áramkörös számítógépet, többek között az amerikai DEC PDP és a magyar TPA, Videoton sorozatokból.

### Felső szint
A kiállítás felső szintjén látható az IBM 360 számítógép, front-end rendszerek az 1970-es, 80-as évekből, ugyanitt mutatják be az elektronikus számológépek és a személyi számítógépek, videójátékok történetét, valamint az internet és a hálózati eszközök történetének relikviáit is. A kiállítás felső szintjén helyezték el Magyarország első műállatának (Katicabogár, dr. Muszka Dániel alkotása, 1956) eredeti példányát és működő modelljét is.
A kiállítás felső szintjén 2016-tól időszaki kiállításokat is rendeznek. 2016 márciusától Kürti Sándor mechanikus számológép-gyűjteményéből mutatott be kiállítást az NJSZT Számolj utána címmel, 2016 őszétől Nagy Károly Apple-gyűjteményére alapozva rendeztek tárlatot Nem esett messze az alma a fájától címmel (társrendezők: Nagy Károly - Képes Gábor). 2017-ben MI és a robot címmel mutattak be időszaki tárlatot a robotika történetéről és témaköreiről (rendezte: Képes Gábor, grafika: Forrai Ferenc). 2017 őszétől Nekem 8(bit) címmel ismét Nagy Károly és együttműködő magángyűjtők anyagából mutattak be kiállítást. 2018 május elejétől Kovács Győző emlékére mutatnak be tárlatot (rendezte: Képes Gábor).

### Neumann-terem
A kiállítás külön teremben emlékezik meg az NJSZT névadójáról, Neumann Jánosról, a modern számítógépek működési elveit megalkotó, világhírű magyar tudósról. A Neumann János életét bemutató tablósor mellett a tárlaton láthatóak eredeti tárgyak (diploma, oklevelek, kitüntetések) Neumann János személyes emlékei közül.

### Videójáték-kabinet
Az ITK-hoz tartozó teremben interaktív bemutatót tartanak a legnépszerűbb 1980-as, 1990-es évekbeli személyi számítógépekből és videójáték konzolokból. Többek között Commodore-64 és Commodore plus4, Apple Macintosh, Amiga számítógépek kipróbálására van lehetőség. A teremben 2016-ban emléksarkot állítottak fel Dragon György számítógépes játékfejlesztő, újságíró tárgyaiból.

### Könyvtár
A kiállításon külön teremben van lehetőség az ITMA gyűjteményébe tartozó informatikai könyvek tanulmányozására.

### Az ITK-ban bemutatott „Aranycsapat”
A kiállításban 11 magyar informatikusról, mint a szakma hazai úttörőiről olvashatunk tablókat. Tízen Magyarországon alkottak, ők: Kempelen Farkas, Jedlik Ányos, Juhász István, Nemes Tihamér, Kozma László, Tarján Rezső, Kalmár László, Kovács Mihály, Klatsmányi Árpád, Jánosi Marcell. A tizenegyedik az Amerikában alkotó Neumann János.